# Christopher Price (politician)
Christopher Price (n. 26 ianuarie 1932) este un om politic britanic, membru al Parlamentului European în perioada 1973-1979 din partea Regatului Unit. 
1. 1 2 3 4  Hansard 1803–2005